# Coloured Peak
Il Coloured Peak (in lingua inglese:picco colorato) è un piccolo picco roccioso antartico, alto 660 m, situato 4 km a sudest dell'O'Brien Peak, vicino alla testa della Barriera di Ross, alle pendici montuose dei Monti della Regina Maud, in Antartide.   
Il picco è stato mappato dall'United States Geological Survey sulla base di rilevazioni e foto aeree scattate dalla U.S. Navy nel periodo 1960-64.
Il monte è stato successivamente esaminato dai membri della New Zealand Geological Survey Antarctic Expedition (1961–62), che ne hanno assegnato la denominazione a causa dell'intensa colorazione degli strati di bande gialle, rosa e marron che caratterizzano la struttura.